# Гурцкая Давид Кобович
Дави́д Ко́бович Гурцкая — рядовий Міністерства внутрішніх справ України.

## З життєпису
У мирний час проживає в місті Кам'янське; 
Станом на початок червня 2014 року перебував у лавах батальйону «Дніпро-1».

## Нагороди
За особисту мужність і героїзм, виявлені у захисті державного суверенітету та територіальної цілісності України, вірність військовій присязі під час російсько-української війни
- нагороджений орденом За мужність III ступеня (22.1.2015).